# Fiona Johnson
Fiona Virginia Johnson, po mężu Stevens (ur. 29 września 1960) – nowozelandzka narciarka alpejska, olimpijka, działaczka sportowa.
Na zimowych igrzyskach olimpijskich w Lake Placid zajęła 30. miejsce w slalomie gigancie, slalomu natomiast nie ukończyła.
Jako pierwszy przedstawiciel Nowej Zelandii została w 2022 roku wybrana do Rady FIS, następnie uzyskując reelekcję.
Ukończyła studia na Uniwersytecie Canterbury. Jej ciotką była Annette Johnson, również alpejka olimpijka.